# 왜무

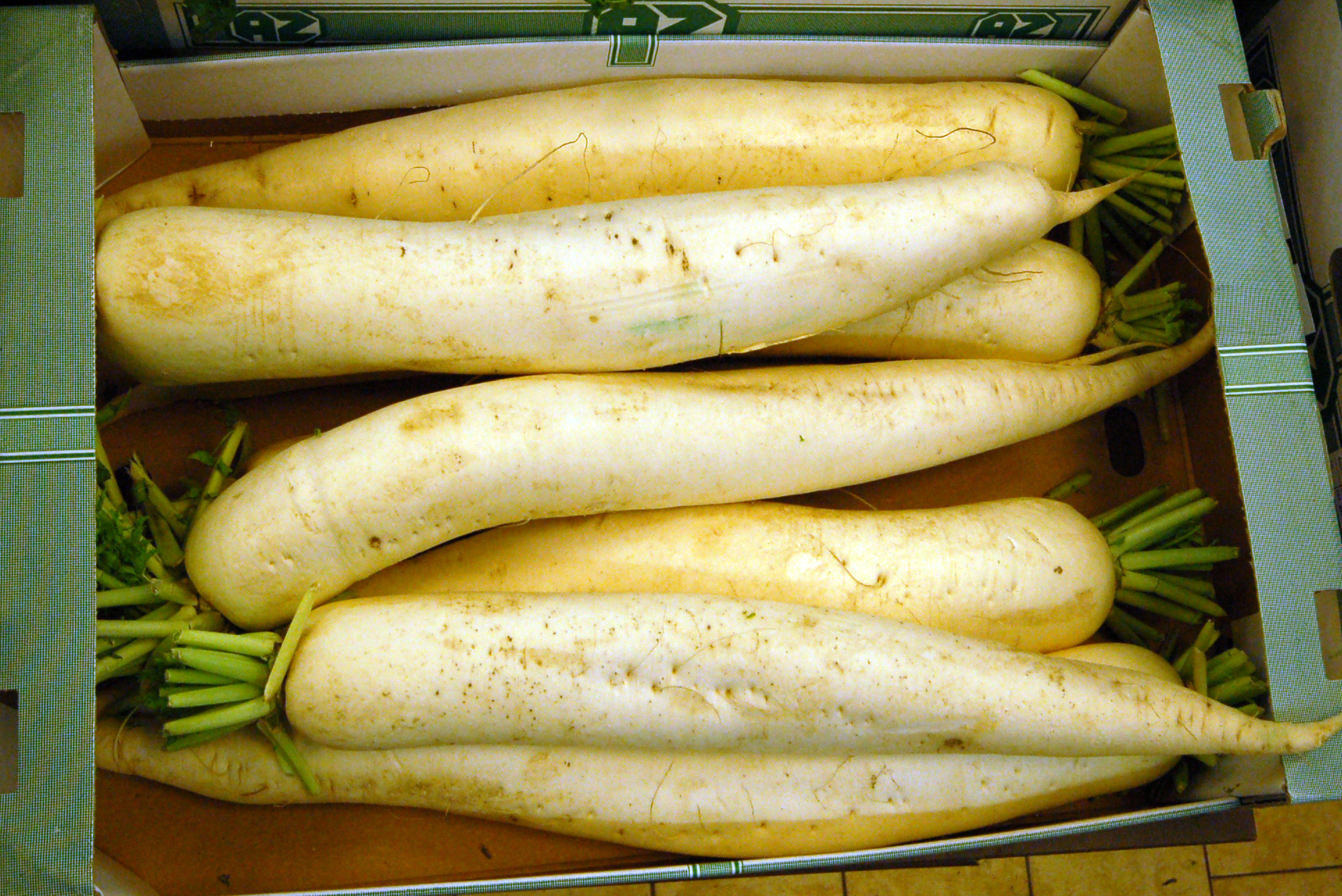
왜무

왜무(倭-, 영어: Japanese radish, 일본어: 大根 다이콘[*])는 무의 일종이다. 남지무, 긴무, 단무지무, 일본무로도 부른다. 둥글고 단단하며 윗부분이 절반가량 푸른 조선무와 달리, 수분이 많으며 몸이 희고 길다. 윗부분에 푸른빛이 도는 종류도 있으나, 조선무에 비해 푸른 부분이 적다. 흰무에 속한다.
한국에서는 주로 단무지 용으로 재배하며, 대표적인 품종으로는 미농조생무·청수궁중무 등이 있다.

## 같이 보기
- 게걸무
- 보르도무
- 비트
- 래디시
- 사탕무
- 순무
- 열무
- 조선무
- 청피홍심무
- 초롱무
- 총각무
- 콜라비